# 21402 Shanhuang
A 21402 Shanhuang (ideiglenes jelöléssel 1998 FE58) a Naprendszer kisbolygóövében található aszteroida. A LINEAR projekt keretében fedezték fell 1998. március 20-án.